# Time Bomb Y2K
Time Bomb Y2K (prt: Time Bomb Y2K) é um documentário estadunidense de 2023, dirigido por Marley McDonald e Brian Becker. Um filme totalmente de arquivo, que explora o bug do milênio e a histeria em massa que o cerca.
Teve sua estreia mundial no True/False Film Festival em 3 de março de 2023, e foi lançado em 30 de dezembro de 2023, pela HBO.

## Produção
McDonald e Becker se tornaram amigos enquanto trabalhavam juntos anteriormente na Spaceship Earth. Depois de optarem por colaborar, decidiram codirigir um filme que girasse em torno do bug do milênio. Decidiram juntos que o projeto seria inteiramente comprometido com material de arquivo. Para reunir a documentação do período que rodeia o início do novo milênio, Becker e McDonald solicitaram abertamente contribuições de filmagens caseiras, visitaram as casas dos participantes à procura de fitas de vídeo que pudessem ter guardado e conseguiram filmagens do Center for Home Movies. No total, assistiram mais de 750 horas de filmagens.
Em junho de 2022, o filme foi anunciado oficialmente com McDonald e Becker como codiretores, Penny Lane como produtora executiva e produção da HBO Documentary Films, com distribuição da HBO.

## Lançamento
O filme teve sua estreia mundial no True/False Film Festival em 3 de março de 2023. Também foi exibido no Hot Docs International Film Festival em 29 de abril de 2023, DC/DOX Festival em junho de 2023, Camden International Film Festival em 17 de setembro de 2023, e DOC NYC em 15 de novembro de 2023.
O filme foi lançado publicamente em 30 de dezembro de 2023 na HBO.

## Recepção
Os críticos destacaram o uso notável de materiais de arquivo pelo filme e sua visão nostálgica, porém presciente, da crise tecnológica, cultural e política. Para Chris Vognar, da revista Rolling Stone, "Time Bomb Y2K funciona principalmente porque mantém uma cara séria, reconhecendo que, mesmo que grande parte da histeria pareça boba agora, a ansiedade era bastante real naquela época", comparativamente "uma época mais inocente, antes do florescimento do capitalismo de vigilância e dos dias em que outros países usavam a Internet para interferir nas eleições estadunidenses." Com relação à relevância contemporânea do filme, Brian Lowry, da CNN, observou que "Time Bomb Y2K ainda fala dos excessos daquele período anterior de uma forma que se conecta diretamente ao presente, proporcionando uma amostra de como o frenesi da mídia acontece filtrado através do último surto do século XX."